# Monica Jeffries
Monica Jeffries, född 31 oktober 1985 i Łódź,  är en polsk sångerska, kompositör och musikproducent. I sin musik kombinerar hon synthrock, synthpop och industripop.
Monica Jeffries växte upp i Warszawa och från 1989 i Bielefeld, hon började spela piano 1994 och gitarr 1997, tog sånglektioner och var med i olika band från 2000 till 2006.
Under denna tid uppträdde hon som sångerska, kompositör och leadgitarrist och lärde sig även att spela bas och trummor.
Från 2007 sysslade hon med elektronisk musik och 2008 började hon spela in i studior i Köln, Hamburg och München, där hon även arbetade som producent.
2009 släppte hon låtar i samarbete med andra artister och producerade 2012 sitt debutskiva Back to Eden, som släpptes 2013.
2014 blev artister och musikkritiker från den elektroniska undergroundscenen medvetna om Monica Jeffries, och hon fick vara speciell gäst och turnésupport till The Crüxshadows,  Project Pitchfork, Front Line Assembly.

2016 släpptes Trisol Music Group sina EP:s "Old Demons" och "In Circles" samt deras fullängdsalbum "Into Temptation" och remix-EP:n "Synth Diamonds" i samarbete med KMFDM, Psyche och Absolute Body Control.
Hon har uppträtt live på festivaler och på klubbar i Tyskland, England, Polen, Italien, Ryssland, Nederländerna, Tjeckien, Österrike, Sverige och Belgien.

## Diskografi
Album
- 2013: Back to Eden (7US Media Group)
- 2016: Into Temptation (Trisol Music Group)

EP
- 2016: Old Demons (Trisol Music Group)
- 2016: In Circles (Trisol Music Group)
- 2016: Synth Diamonds (Trisol Music Group)